# 剑桥剧院

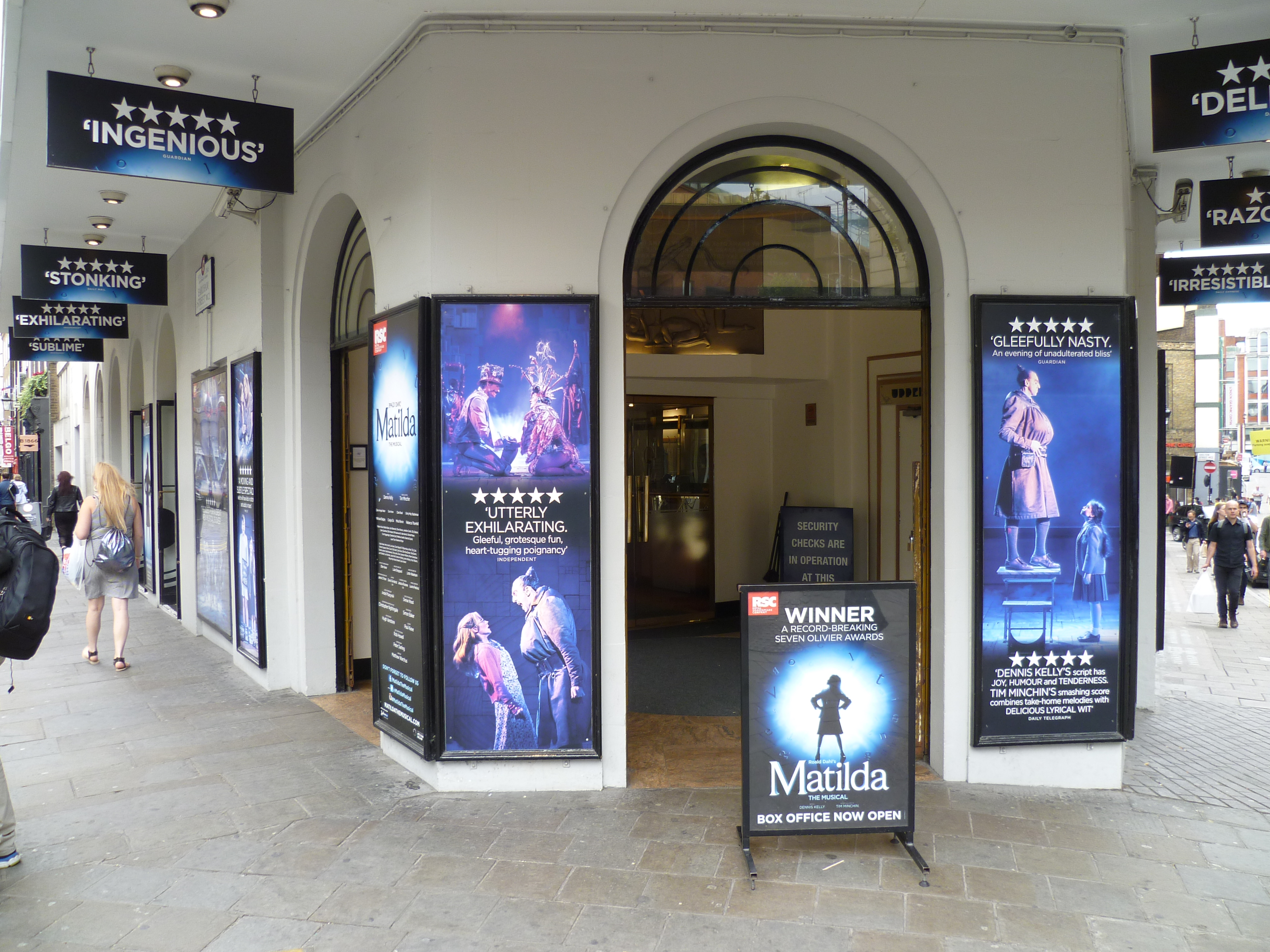

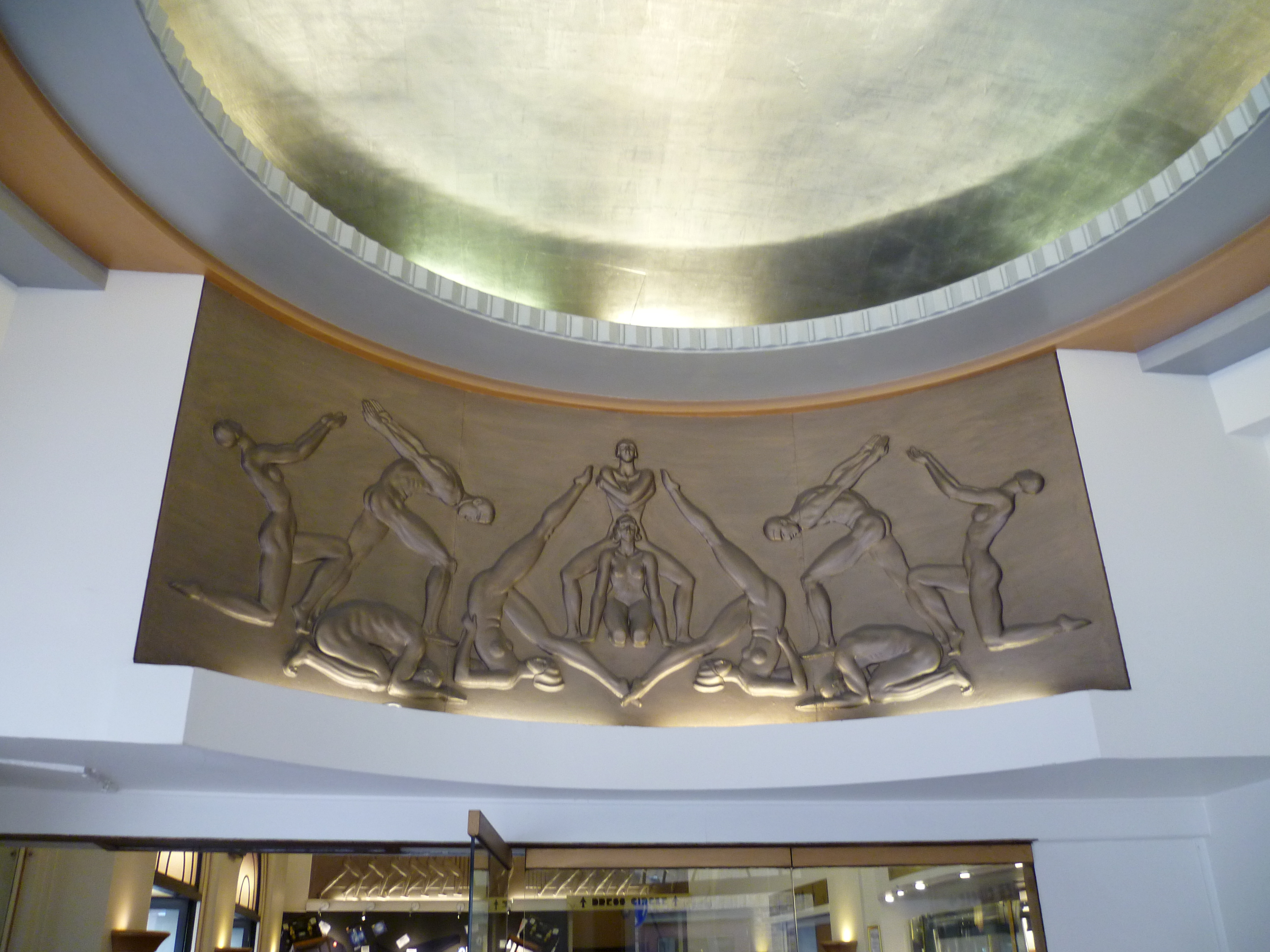

剑桥剧院（Cambridge Theatre）是一个西区剧院，位于英国伦敦卡姆登区厄勒姆街，建于1929–30年。
剑桥剧院由Wimperis, Simpson and Guthrie事务所设计，线条优雅干净。圆形入口大厅有描绘运动和舞蹈的裸体人物主题的青铜门楣和大理石壁柱。
该剧院于1999年1月列为II级登录建筑。